# Hút máu

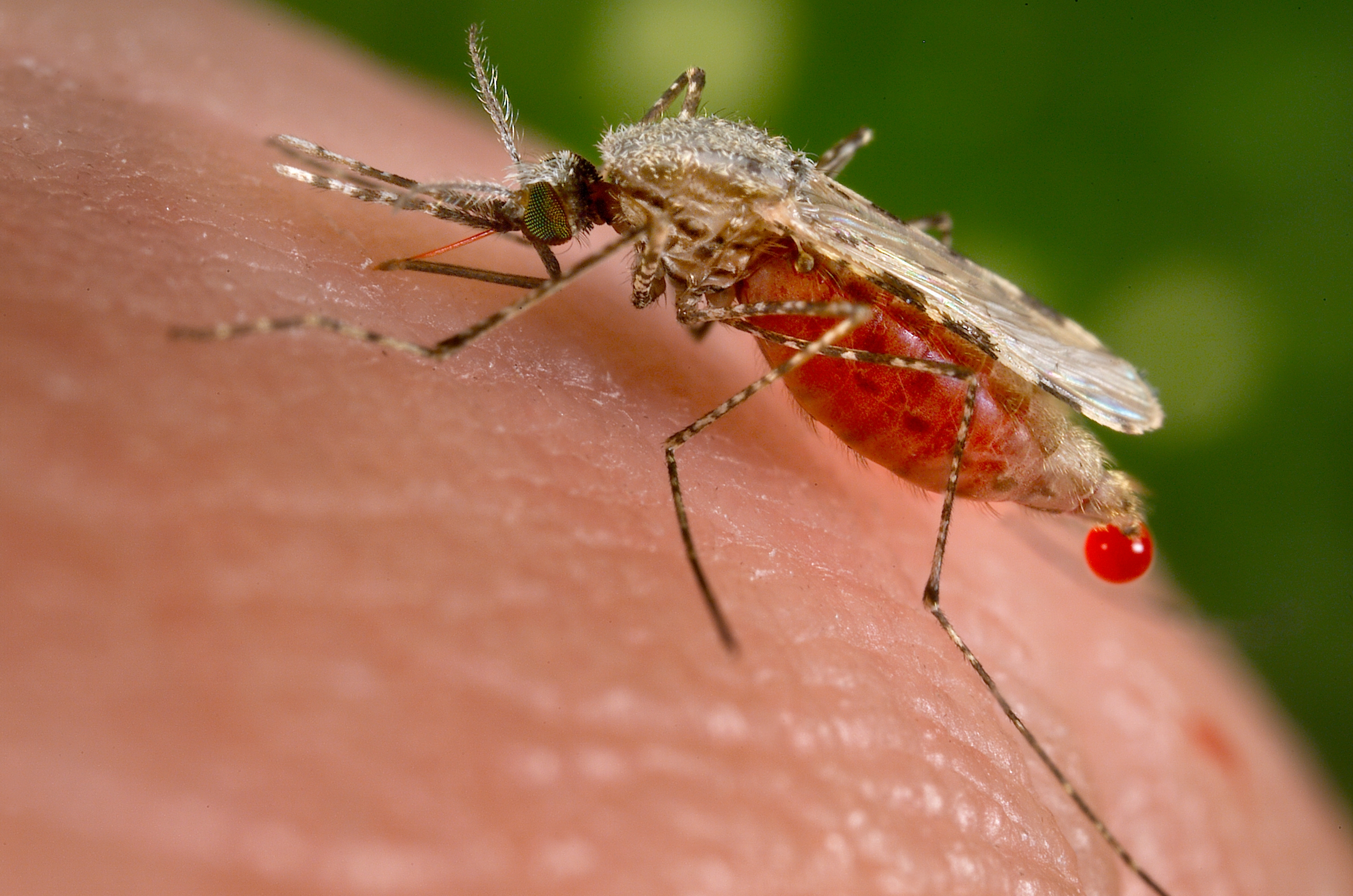
Các con muỗi cái hút máu để tồn tại

Hút máu hay uống máu là một hiện tượng tự nhiên về sinh vật ăn máu hoặc uống máu tươi ví dụ như loài muỗi, dơi quỷ, đỉa, Triatominae,......

## Hủ tục
Vào thời Ai Cập người ta cho rằng máu là thức uống giúp con người ta trường sinh, các vị vua pharaoh tắm trong máu vì tin rằng sẽ giúp trường sinh và nữ bá tước Elizabeth Báthory đã tắm trong máu của 600 trinh nữ vì bà tin rằng máu của trinh nữ sẽ duy trì tuổi thanh xuân và có khi bà còn uống máu của nạn nhân.
Tại Việt Nam thì huyết và tiết là hai món ăn được làm từ máu, và tại một số nước châu Á máu cũng được xem là thức ăn bổ dưỡng.

## Trong tự nhiên
Trong thế giới động vật thì hành vi hút máu được gọi là Hematophagy (đôi khi viết là haematophagy hoặc hematophagia) chỉ tới một số loài động vật có thức ăn bằng máu của động vật/con người. Những loài hút máu tồn tại nhờ chất lỏng giàu dinh dưỡng như protein và chất béo giúp chúng có nguồn dinh dưỡng như loài muỗi, dơi quỷ, bọ xít hút máu, cá mút đá, candirus, đỉa và một số loài khác.

## Trong y học
Các nhà khoa học đã khám phá ra rằng máu có chất hoá học trong máu của người trẻ hoặc động vật trẻ có thể cải thiện hoạt động trí não và Khôi phục các cơ teo mòn trong cơ thể Khám phá trên có thể giúp chữa trị cho những người đã mắc một số chứng bệnh, chẳng hạn như bệnh mất trí nhớ Alzheimer, Trong một thử nghiệm, các nhà khoa học ở California đã nghiên cứu những cặp chuột trẻ và già sau khi kết nối các mạch máu của chúng với nhau để giúp máu luân chuyển từ bên này sang bên kia. Nhóm nghiên cứu cũng tiêm máu của những con chuột trẻ thường xuyên cho những con chuột già.
Kết quả cho thấy, máu tươi trẻ đã tăng cường số lượng kết nối giữa các tế bào trong trung tâm trí nhớ của bộ não và khiến chúng trở nên mạnh mẽ hơn. Khứu giác đang giảm sút của các con chuột già cũng trở nên sắc bén hơn.
Các con chuột già và trẻ cũng tham gia những thử nghiệm khác để kiểm tra khả năng ghi nhớ và định hướng của chúng nhằm ra khỏi bể bơi. Tạp chí Nature dẫn lời nhà nghiên cứu Tony Wyss-Coray nói: "Mọi việc diễn ra cứ như các bộ não già cỗi đã được hồi xuân nhờ máu của chuột trẻ". Ông hy vọng có thể kiểm nghiệm phương pháp chữa trị này ở các bệnh nhân Alzheimer trong vòng vài tháng tới.Đồng tác giả nghiên cứu Saul Villeda cho biết thêm: "Chúng tôi đã chứng minh, ít nhất, một số sự suy yếu chức năng não có liên quan đến tuổi tác có thể đảo ngược được. Hơn thế nữa, máu của cá thể trẻ có thể được dùng để duy trì sự khỏe mạnh cho bộ não khi ở tuổi già".Trong nghiên cứu thứ hai được đăng tải trên tạp chí Science, các chuyên gia đến từ Đại học Harvard đã dùng máu tươi trẻ để giúp tăng cường tới gần ½ sức mạnh cho chuột đang lão hóa. Sức chống chịu của những con chuột già này cũng được cải thiện và một protein có tên gọi GDF11 được phát hiện là chìa khóa đem đến ảnh hưởng này.
Thử nghiệm thứ ba của một nhóm nghiên cứu khác thuộc Đại học Havard, cũng hé lộ, protein GDF11 giúp cải thiện khứu giác của chuột. Công trình này cũng phát hiện, chúng ta có thể ép nén các tác dụng của máu tươi trẻ trong một viên thuốc, thay vì phải tiêm máu thường xuyên cho đối tượng.